# Campeonato Sub-20 de la OFC 2013
El Campeonato Sub-20 de la OFC 2013 fue la décima novena edición del torneo que involucra selecciones sub-20 de Oceanía, organizado por la OFC. El campeón obtuvo el pasaje a la Copa Mundial Sub-20 de la FIFA 2013 disputado en Turquía.
Comenzó el 21 y finalizó el 29 de marzo, siendo disputado en las ciudades de Ba y Lautoka, en Fiyi. El fixture fue dado a conocer el 8 de febrero.
Nueva Zelanda se coronó campeón al término de la fecha cuatro, habiendo ganado en todas sus presentaciones.

## Equipos participantes
| Equipos participantes | Equipos participantes | Equipos participantes | Equipos participantes | Equipos participantes |
| --------------------- | --------------------- | --------------------- | --------------------- | --------------------- |
| Fiyi                  | Nueva Caledonia       | Nueva Zelanda         | Papúa Nueva Guinea    | Vanuatu               |

## Clasificación
| País               | J | G | E | P | GF | GC | GD  | Pts |
| ------------------ | - | - | - | - | -- | -- | --- | --- |
| Nueva Zelanda      | 4 | 4 | 0 | 0 | 13 | 2  | +11 | 12  |
| Fiyi               | 4 | 3 | 0 | 1 | 8  | 8  | 0   | 9   |
| Vanuatu            | 4 | 2 | 0 | 2 | 12 | 7  | +5  | 6   |
| Nueva Caledonia    | 4 | 1 | 0 | 3 | 15 | 13 | +2  | 3   |
| Papúa Nueva Guinea | 4 | 0 | 0 | 4 | 4  | 22 | −18 | 0   |

## Resultados
| 21 de marzo de 2013 | Fiyi                                        | 3:2 (0:2) | Vanuatu                 | Churchill Park, Lautoka                                            |                                                                    |
|                     | Rao 58' · Qasevakatini 68' · Matarerega 84' | Reporte   | Damalip 5' · Manuhi 23' | Asistencia: 2.000 espectadores Árbitro(s): Norbert Hauata (Tahití) | Asistencia: 2.000 espectadores Árbitro(s): Norbert Hauata (Tahití) |

| 21 de marzo de 2013 | Papúa Nueva Guinea | 0:5 (0:3) | Nueva Zelanda                                                  | Churchill Park, Lautoka                                                 |                                                                         |
|                     |                    | [http://210.48.80.94/OFC/Portals/0/Images/Articles/tmpCFA.pdf (enlace roto disponible en Internet Archive; véase el historial, la primera versión y la última). Reporte] | Fenton 5' (pen) 11' · Watson 43' · Higham 79' · Boyd 81' (pen) | Asistencia: 1.500 espectadores Árbitro(s): Gerald Oiaka (Islas Salomón) | Asistencia: 1.500 espectadores Árbitro(s): Gerald Oiaka (Islas Salomón) |

| 23 de marzo de 2013 | Vanuatu | 0:1 (0:1) | Nueva Zelanda | Churchill Park, Lautoka                                                      |                                                                              |
|                     |         | Reporte   | Elia 22'      | Asistencia: 2.300 espectadores Árbitro(s): Bertrand Billon (Nueva Caledonia) | Asistencia: 2.300 espectadores Árbitro(s): Bertrand Billon (Nueva Caledonia) |

| 23 de marzo de 2013 | Fiyi                             | 3:2 (3:1) | Nueva Caledonia           | Churchill Park, Lautoka                                           |                                                                   |
|                     | Nakalevu 8' · Matarerega 32' 42' | Reporte   | Waelua 27' · Wadriako 87' | Asistencia: 2.500 espectadores Árbitro(s): Kader Zitouni (Tahití) | Asistencia: 2.500 espectadores Árbitro(s): Kader Zitouni (Tahití) |

| 25 de marzo de 2013 | Nueva Zelanda                            | 3:2 (1:2) | Nueva Caledonia                 | Churchill Park, Lautoka                                      |                                                              |
|                     | Fenton 28' (pen) · Elia 50' · Turner 55' | [http://210.48.80.94/OFC/Portals/0/Images/Articles/U20%20MD3%20-%20NZL%20v.%20NCL%20Match%20Summary.pdf (enlace roto disponible en Internet Archive; véase el historial, la primera versión y la última). Reporte] | Xalite 16' (pen) · Wadriako 25' | Asistencia: 500 espectadores Árbitro(s): Salesh Chand (Fiyi) | Asistencia: 500 espectadores Árbitro(s): Salesh Chand (Fiyi) |

| 25 de marzo de 2013 | Vanuatu                                                  | 6:1 (2:1) | Papúa Nueva Guinea | Churchill Park, Lautoka                                          |                                                                  |
|                     | Damalip 25' 43' 60' · Shem 49' · Tasso 63' · Tabilip 88' | [http://210.48.80.94/OFC/Portals/0/Images/Articles/U20%20MD3%20-%20VAN%20v.%20PNG%20Match%20Summary.pdf (enlace roto disponible en Internet Archive; véase el historial, la primera versión y la última). Reporte] | Aisa 1'            | Asistencia: 500 espectadores Árbitro(s): Norbert Hauata (Tahití) | Asistencia: 500 espectadores Árbitro(s): Norbert Hauata (Tahití) |

| 27 de marzo de 2013 | Nueva Caledonia                                                                        | 9:3 (3:3) | Papúa Nueva Guinea                  | Churchill Park, Lautoka                                                 |                                                                         |
|                     | Decoire 23' · Nonmeu 27' · Xalite 29' 73' · Bob 56' 70' · Wadra 60' · Ranchain 62' 76' | Reporte   | Awele 3' · Komolong 18' · Airem 38' | Asistencia: 1.400 espectadores Árbitro(s): Gerald Oiaka (Islas Salomón) | Asistencia: 1.400 espectadores Árbitro(s): Gerald Oiaka (Islas Salomón) |

| 27 de marzo de 2013 | Nueva Zelanda                                       | 4:0 (0:0) | Fiyi | Churchill Park, Lautoka                                                      |                                                                              |
|                     | Fenton 48' · Howieson 67' · Watson 69' · Thomas 83' | Reporte   |      | Asistencia: 3.000 espectadores Árbitro(s): Bertrand Billon (Nueva Caledonia) | Asistencia: 3.000 espectadores Árbitro(s): Bertrand Billon (Nueva Caledonia) |

| 29 de marzo de 2013 | Papúa Nueva Guinea | 0:2 (0:2) | Fiyi               | Govind Park, Ba                                                 |                                                                 |
|                     |                    | [http://210.48.80.94/OFC/Portals/0/Images/Articles/U20%20MD5%20-%20PNG%20vs.%20FIJ%20Match%20Summary.pdf (enlace roto disponible en Internet Archive; véase el historial, la primera versión y la última). Reporte] | Matarerega 13' 39' | Asistencia: 400 espectadores Árbitro(s): Kader Zitouni (Tahití) | Asistencia: 400 espectadores Árbitro(s): Kader Zitouni (Tahití) |

| 29 de marzo de 2013 | Nueva Caledonia     | 2:4 (0:1) | Vanuatu                      | Govind Park, Ba                                               |                                                               |
|                     | Waelua 69' · (a.g.) | Reporte   | Kaltak 9' 51' 64' · Tari 73' | Asistencia: 400 espectadores Árbitro(s): Rakesh Varman (Fiyi) | Asistencia: 400 espectadores Árbitro(s): Rakesh Varman (Fiyi) |

## Clasificado a laCopa Mundial de Fútbol Sub-20 de 2013
| Bandera de Nueva Zelanda |
| Nueva Zelanda            |

## Estadísticas

### Goleadores
| Jugador            | Selección       | Goles |
| ------------------ | --------------- | ----- |
| Rusiate Matarerega | Fiyi            | 5     |
| Dalong Damalip     | Vanuatu         | 4     |
| Louis Fenton       | Nueva Zelanda   | 4     |
| Jordy Xalite       | Nueva Caledonia | 3     |
| Jean Kaltak        | Vanuatu         | 3     |